# Sälgen, Vasa
Sälgen är öar i Finland. De ligger i Norra kvarken och i kommunen Vasa i landskapet Österbotten, i den västra delen av landet. Öarna ligger omkring 11 kilometer väster om Vasa och omkring 380 kilometer nordväst om Helsingfors.
Arean för den av öarna koordinaterna pekar på är 0,7 hektar och dess största längd är 140 meter i öst-västlig riktning. Närmaste större samhälle är Vasa, 10,0 km öster om Sälgen.